# Jardines del Humaya
Jardines del Humaya es un cementerio en las afueras de la ciudad de Culiacán, en el estado mexicano de Sinaloa, establecido en 1969. Sinaloa es conocida por sus actividades y violencia relacionadas con las drogas. El cementerio ha ganado notoriedad por sus mausoleos construidos para miembros del cártel fallecidos que son únicos y lujosos en su estilo. Se parecen a las casas de la vida real y la opulencia asociada a la que estos miembros del cartel estaban acostumbrados antes de su muerte.

## Construcciones
Hay construcciones de dos y hasta tres pisos, las cuales tienen terraza, luz, aire refrigerado, algunas cuentan con recámaras, televisión, sótano, sala y hasta cocineta, además de cámaras de videovigilancia y hasta internet. Algunas tumbas cuentan vidrios blindados.
Algunas son de arquitectura moderna y otras más tradicionales, la mayoría tienen en los muros fotografías o pinturas de los fallecidos, pero sin nombre que los identifique.

## Mausoleos
El Cártel de Sinaloa es el que tiene el mausoleo más lujoso, ya que tiene un valor de un millón 200 mil dólares. Esta construcción resguarda los restos de Arturo Guzmán Loera alias “El Pollo”, hermano de Joaquín “El Chapo” Guzmán.
Este complejo cuenta con cinco edificios, cada uno destinado para un miembro de la familia Guzmán Loera. Cuenta con aire acondicionado, baños, vigilancia las 24 horas y habitaciones múltiples.
El segundo mausoleo más caro es el de Arturo Beltrán Leyva, alias “El Barbas”, quien fue abatido en el año 2009 en Morelos durante un enfrentamiento con elementos de la Marina. El valor de la propiedad asciende a 650 mil dólares y cuenta con wifi, televisión satelital, varias habitaciones y una cocina.
La tumba de Inés Calderón reconocido jefe del narco en la década de los 70`s y 80`s tiene un valor de 550 mil dólares. Además de los acabados de lujo cuenta con un domo y personal de seguridad.